# George Watterston
George Watterston (23 octobre 1783 – 4 février 1854) a été bibliothécaire de la bibliothèque du Congrès des États-Unis de 1815 à 1829. Il est enterré au cimetière du Congrès.